# Fille de luxe
Pour plus de détails, voir Fiche technique et Distribution.
Fille de luxe (Five and Ten) est un film américain réalisé par Robert Z. Leonard, sorti en 1931.

## Synopsis
John Rarick, devenu l'un des hommes les plus riches d'Amérique grâce à sa chaîne de magasins populaires, déménage avec sa famille du Kansas à New York. Obsédé par le travail, il ne remarque pas que sa femme Jenny et son fils Avery sont malheureux et regrettent la vie simple du Kansas. Seule sa fille Jennifer aime New York et essaie désespérément de faire partie de l'élite sociale de la ville, même s'ils la snobent à cause de son origine sociale. Lors d'un gala de charité, elle rencontre Berry Rhodes et décide immédiatement de l'épouser, même s'il est déjà fiancé à Muriel Preston. Lorsqu'elle découvre que Berry est un architecte talentueux, elle convainc Rarick de l'engager pour construire une nouvelle tour de bureaux pour son entreprise. Berry rejette d'abord les avances de Jennifer mais finit par se rendre compte qu'il l'aime. Ils prévoient de se rencontrer dans le jardin, mais avant que Berry n'arrive, Jennifer est confrontée à Muriel qui lui dit qu'elle ne peut pas acheter Berry de la même façon qu'elle achète son chemin dans la société. Lorsque Muriel raconte la conversation à Berry, elle déforme les paroles de Jennifer. Peu de temps après, Muriel et Berry se marient. 
Pendant ce temps, parce que le flirt de Jenny, sa mère, avec un homme plus jeune devient sérieux, Avery essaie de convaincre son père de ramener sa famille au Kansas. Rarick ne comprend pas et Avery décide de noyer ses problèmes dans l'alcool. Onze mois plus tard, lors de l'inauguration de l'immeuble Rarick, Jennifer et Berry se rencontrent à nouveau. Il se rend compte qu'il a fait une erreur, mais qu'il ne peut pas divorcer de Muriel. Bien que Jennifer essaie de rester à l'écart à cause de son mariage, lorsqu'ils doivent passer la nuit ensemble dans l'immeuble déserté après y avoir été accidentellement enfermés, elle réalise qu'elle ne peut pas vivre sans lui. En rentrant chez elle le lendemain matin, elle entend son père payer 100 000 $ à Muriel pour divorcer de Berry, elle fait irruption dans la pièce et dit qu'elle ne veut pas essayer de l'acheter cette fois. Plus tard, Avery part à la recherche de Jenny, qui vient de quitter son mari. Après avoir remis la lettre d'adieu de sa mère à Rarick, Avery part et s'écrase délibérément dans son avion. À l'hôpital, Rarick attend anxieusement des nouvelles de son fils, mais il n'y a aucun espoir. Quand Jenny arrive, elle demande pardon à Rarick, mais il prétend qu'il n'a pas encore lu sa note. Quand elle dit en larmes qu'elle ne pensait pas ce qu'elle a écrit, il déchire la lettre. Juste avant de mourir, Avery supplie sa famille de rester unie. 
Quelque temps plus tard, Jenny, Rarick et Jennifer partent pour l'Europe. Tandis que Jennifer regarde tristement vers le quai, elle voit Berry et reçoit une note qui dit qu'il la suivra dès que son divorce sera prononcé. Enfin heureuse, elle hoche la tête et fait signe qu'elle est d'accord.

## Fiche technique
- Titre original : Five and Ten
- Titre français : Fille de luxe
- Titre anglais : Daughter of Luxury
- Réalisation : Robert Z. Leonard
- Scénario : Andrew Percival Younger, d'après le roman de Fannie Hurst
- Direction artistique : Cedric Gibbons
- Costumes : Adrian
- Photographie : George Barnes
- Son : Douglas Shearer
- Montage : Margaret Booth
- Production : Marion Davies, Robert Z. Leonard
- Société de production : Metro-Goldwyn-Mayer
- Société de distribution : Metro-Goldwyn-Mayer
- Pays d'origine :  États-Unis
- Langue originale : anglais
- Format : Noir et blanc  — 35 mm — 1,20:1 — son mono
- Genre : drame
- Durée : 89 minutes
- Dates de sortie : États-Unis : 13 juin 1931

## Distribution
- Marion Davies : Jennifer Rarick
- Leslie Howard : Berry Rhodes
- Richard Bennett : John Rarick
- Irene Rich : Jenny Rarick
- Douglass Montgomery : Avery Rarick
- Mary Duncan : Muriel Preston